# Schillernder Seeringelwurm
Der Schillernde Seeringelwurm (Hediste diversicolor) ist ein mariner Ringelwurm aus der Gattung Hediste innerhalb der Vielborster-Familie der Nereididae.

## Merkmale
Der Schillernde Seeringelwurm hat einen langen und schmalen Körper, der sich nach hinten hin verjüngt. Er wird bis zu 20 cm lang und zählt dann etwa 120 Segmente. Das Prostomium trägt ein Paar kurzer Antennen ohne Antennenträger, ein Paar zweigliedriger Palpen, die länger als die Antennen sind, und zwei Paar Augen in Anordnung eines Trapezoids. Die dorsalen Tentakel-Cirren sind länger als die ventralen, und der zweite dorsale Tentakel-Cirrus reicht bis zum dritten borstentragenden Segment. Der Pharynx hat ein Paar gezähnter Kiefer mit je 5 bis 8 Zähnen. Der Mund- und der Maxillenring tragen zahnartige kegelförmige Paragnathen.
Jedes Segment hat Parapodien, die bei den ersten beiden Segmenten einzweigig mit 3 Lappen, bei den übrigen Segmenten dagegen zweizweigig mit 4 Lappen sind. Diese Lappen sind alle recht kurz, wobei der dorsale Lappen des Notopodiums bei den vorderen Segmenten breit ist und an den hinteren Segmenten schmaler wird. Der Acicula-Lappen des Notopodiums ist zweilappig mit einem an den Parapodien aller Segmente vorhandenen kleinen, aber deutlichen Lappen über der Acicula. Am Acicula-Lappen des Neuropodiums ragt ein Lappen hinter den Borsten nur bei den vorderen Segmenten hervor und fehlt ungefähr ab dem 30. Segment. Der ventrale Lappen des Neuropodiums ist kurz. Die dorsalen und ventralen Cirren sind viel kürzer als die Lappen der Parapodien.
Das Tier kann sehr unterschiedliche Färbungen haben und gelblich, grünlich, orange oder rötlich-braun mit zwei dunklen Längsstreifen sein.
Der Schillernde Seeringelwurm ist recht variabel in seiner Färbung. Häufig ist er gelblich, grünlich oder orange mit rötlichen Schattierungen oder auch rötlich-braun mit zwei dunklen Längsstreifen. Am Rücken sieht man deutlich das pulsierende dorsale Blutgefäß durchscheinen, das durch den im Blutplasma gelösten Blutfarbstoff Hämoglobin rot gefärbt ist.

## Verbreitung und Lebensraum
Hediste diversicolor ist im nördlichen Atlantischen Ozean einschließlich der Nord- und Ostsee sowie des Ärmelkanals, im Mittelmeer, Schwarzen Meer und Kaspischen Meer verbreitet.
Der Seeringelwurm lebt im Brackwasser der Flussmündungen auf Sand und Schlick, wo er verzweigte Gänge im Meeresboden baut. Er bewohnt auch die zeitweise trocken fallende Gezeitenzone (Watt). Das Tier verträgt einen niedrigen Salzgehalt abwärts bis 0,1 %, aber auch wechselnde Salzkonzentrationen.

## Lebenszyklus
Der Schillernde Seeringelwurm wird vermutlich etwa 3 Jahre alt. Er ist getrenntgeschlechtlich mit etwa gleich großen Weibchen und Männchen, wobei oft die Zahl der Weibchen überwiegt. Geschlechtsreife Männchen sind hellgrün, die Weibchen dagegen dunkelgrün. Bei der Geschlechtsreife gibt es kein frei schwimmendes Stadium als Epitoke. Gruppen von Weibchen können sich in der Paarungszeit um ein auf dem Sediment liegendes Männchen schlingen, doch findet die Befruchtung im freien Meerwasser statt, wohin sowohl Eizellen als auch Spermien entlassen werden. Nach der Paarung sterben sowohl Männchen als auch Weibchen. Aus den Eiern entstehen nach der Befruchtung Larven, die sich nach jetzigem Wissensstand stets benthisch am Meeresboden schrittweise zu kriechenden Würmern weiterentwickeln.

## Ernährung
Hediste diversicolor ist ein Allesfresser, der verschiedenes Material pflanzlichen und tierischen Ursprungs vom Sediment frisst. Er kann aber auch einen schleimigen Trichter bauen, mit dem Nahrungspartikel aus Detritus oder Plankton aus der Meeresströmung filtriert werden.

## Fressfeinde
Der Seeringelwurm ist eine wichtige Nahrung für Fische und Seevögel.

## Verwendung durch den Menschen
Besonders in der Meeres- und Hochseeangelei sind die großen Nereiden Alitta virens und Hediste diversicolor beliebte Angelköder. In Farmen in England und den Niederlanden werden die Seeringelwürmer kommerziell gezüchtet. Durch ihre Größe und relativ gute Verfügbarkeit sind die Seeringelwürmer interessante Forschungsobjekte für die Physiologie und physiologische Evolution mariner Wirbelloser.

## Taxonomie
Innerhalb der Nereididae wurde Hediste diversicolor früher unter dem Namen (mittlerweile nicht mehr akzeptierten) Nereis diversicolor geführt und wurde zur Gattung Nereis gezählt. Mittlerweile rechnet man den Schillernden Seeringelwurm, gemeinsam mit acht weiteren Spezies, zur Gattung Hediste. Ein Teil der Spezies wurde erst nach dem Jahr 2000 entdeckt.
Innerhalb der Gattung Hediste gibt es, neben Hediste diversicolor folgende Spezies;
- Hediste astae Teixeira, Ravara, Langeneck & Bakken in Teixeira, Bakken, Vieira, Langeneck, Sampieri, Kasapidis, Ravara, Nygren & Costa, 2022
- Hediste atoka Sato & Nakashima, 2003
- Hediste diadroma Sato & Nakashima, 2003
- Hediste japonica (Izuka, 1908)
- Hediste limnicola (Johnson, 1903)
- Hediste pontii Teixeira, Ravara, Langeneck & Bakken in Teixeira, Bakken, Vieira, Langeneck, Sampieri, Kasapidis, Ravara, Nygren & Costa, 2022
- Hediste rabatensis (Mohammad, 1989)